# Koronární jednotka
Koronární jednotka (koronární JIP, jednotka koronární péče, anglicky coronary care unit – CCU) je specializované oddělení nemocnic, kde se poskytuje péče pacientům s infarktem myokardu, nestabilní anginou pectoris a různými dalšími srdečními poruchami, které vyžadují nepřetržité sledování a léčbu.

## Charakteristika
Hlavní funkcí koronární péče je nepřetržitý monitoring srdečního rytmu pomocí elektrokardiografie, obvykle s využitím telemetrie. To umožňuje včasný zásah pomocí medikace, kardioverze nebo defibrilace a zlepšit tak prognózu onemocnění. Protože se u této skupiny pacientů často objevuje srdeční arytmie, pacienti s infarktem myokardu nebo nestabilní anginou pectoris jsou rutinně umísťováni na koronární jednotce. U jiných případů (jako je např. fibrilace síní) je obecně potřeba zvláštní indikace, ale mnohé, například srdeční blok, se na koronární jednotku odesílají standardně.

## Místní rozdíly
Ve Spojených státech jsou koronární jednotky obvykle podmnožinou jednotek intenzivní péče (angl. intensive care unit, ICU) zaměřených na vážně nemocné kardiaky. Tyto jednotky se obvykle nacházejí v nemocnicích, kde se rutinně provádějí kardiochirurgické výkony. Často se používá invazivní monitoring, například měření tlaku v zaklínění plicnice Swan-Ganzovým katetrem, stejně jako podpůrné metody jako umělá plicní ventilace a intraaortální balónková kontrapulzace (IABP).
Určité nemocnice, například Johns Hopkins , provozují smíšené jednotky složené jak z akutní péče pro kritické případy, tak z péče intermediární pro pacienty, jejichž stav není kritický.

### Akutní koronární péče
Jednotky akutní koronární péče jsou v úrovni služeb ekvivalentní intenzivní péči. Pacienti s akutním infarktem myokardu, kardiogenním šokem nebo pacienti po operacích na otevřeném srdci jsou umísťováni právě zde.

### Subakutní koronární péče
Jednotky subakutní koronární péče (jednotky progresivní péče, intermediární koronární jednotky) poskytují péči v úrovni mezi intenzivní péčí a běžnou ústavní péčí. Tyto jednotky se obvykle starají o pacienty, kteří potřebují sledování srdeční telemetrií. Jedná se například o nestabilní anginu pectoris.

## Historie
Koronární jednotky vznikly v 60. letech 20. století, když se jasně ukázalo, že intenzivní sledování speciálně školeným personálem, kardiopulmonární resuscitace a dávkování medikace může snížit úmrtnost na komplikace kardiovaskulárních onemocnění. První popis koronární jednotky byl představen British Thoracic Society (Britské společnosti hrudního lékařství) v roce 1961. První jednotky potom vznikly v Sydney, Kansasu a Philadelphii. Studie publikované v roce 1967 ukázaly, že u pacientů sledovaných na koronárních jednotkách jsou konzistentně lepší výsledky v léčbě. První koronární jednotka byla otevřena v Kansasu Dr. Hughem Dayem, který též vymyslel příslušný termín.